# Harrold (Bedfordshire)
Harrold – wieś w Anglii, w hrabstwie ceremonialnym Bedfordshire, w dystrykcie (unitary authority) Bedford. Leży 13 km na północny zachód od centrum miasta Bedford i 84 km na północny zachód od centrum Londynu. Miejscowość liczy 1 300 mieszkańców.